# Демьяново (Грязовецкий район)
Демьяново — село в Грязовецком районе Вологодской области.
Входит в состав Вохтожского муниципального образования, с точки зрения административно-территориального деления — в Вохтогский сельсовет. До 2004 года было центром Демьяновского сельсовета.
Расстояние до районного центра Грязовца по автодороге — 70 км, до центра муниципального образования Вохтоги по прямой — 10 км. Ближайшие населённые пункты — Васильевка, Становое, Богданово.
По переписи 2002 года население — 206 человек (101 мужчина, 105 женщин). Всё население — русские.
Первые упоминания о деревне (село Демьяново) относятся к 1628 году.
     Рядом располагаются деревни Путилово, Орлово, Богданово, Муниково, Становое и др. Первые упоминания о них также относятся к 1628 году. В прошлом процветающие, сегодня эти деревни полуразрушены, либо заброшены совсем. В некоторых из них до сих пор прекрасно сохранились   здания, построенные два века назад.
В
центре д. Демьяново до сих пор находится здание храма Василия Великого.
Церковь, ныне разоренная, когда-то была
центром прихода, религиозным и культурным центром нескольких деревень.
Васильевская церковь села Демьяново была
построена в 1820 г.
на средства прихожан и состояла в 1-м округе Буйского уезда Костромской
епархии.
Церковь и колокольня каменные, крытые
железом. Храм был обнесен каменной оградой с железною решеткой.
Была при церкви и земля: усадебная, вместе
с церковными погостами, - 10 кв. сажень, пахотная - 10 кв. сажень, сенокосная - 10 кв. сажень. Земли находились на расстоянии до 4,5 верст от церкви. Где
именно эти земли располагались - неизвестно, т.к. плана и межевых книг на землю
у церкви не было. Причем пользовались землей «через полосы» с крестьянами села Демьяново, и она была записана в
их «Владычной записи».
Священник жил в деревянном доме,
построенном в 1855 г.
Прихожане купили этот дом в 1876
г. Он находился на церковной усадебной земле и они
передали его в собственность церкви.
Также церкви принадлежали и другие
постройки: деревянный двухэтажный дом, крыша которого была покрыта железом. дом
был построен на средства прихожан в 1884 г. В нем жил церковный сторож. Имелся
деревянный амбар, крытый железом, построенный в 1880 г. дьякон и псаломщик
собственных домов на церковной земле не имели и жили на квартирах. Церковные
дома были очень прочные, состояние их в то время было удовлетворительное. Одно
упоминание о железных крышах чего стоит, для 19 в. такой способ покрытия кровли был весьма дорогим удовольствием.
Расстояние от церкви до Костромы было 160 верст, от уездного города Солигалича — 100 верст, от железнодорожной станции Вохтога Северной железной дороги 11 верст.
     Почтовый адрес церкви в то время был: город Солигалич, Чудцовское почтовое отделение.
     В приходе имелось двухклассное Министерства Народного Просвещения училище, в котором обучалось: мальчиков — 51, девочек — 20. Была также церковная школа, где обучались мальчики и девочки.
     В 1948 г. храм был закрыт. Имущество церкви, «в целях сохранности», на основании решения исполкома Буйского райсовета было передано действующим общинам: Михайло-Архангельской Глебовского сельского совета и Егорий на р. Костроме Княгининского сельского совета.